# AS Gbohloé-Su des Lacs
Der Association Sportive Gbohloé-Su des Lacs, auch bekannt als AS Gbohloé-Su des Lacs, ist ein 1974 gegründeter togoischer Fußballverein aus Aného. Aktuell, Stand Oktober 2024, spielt der Verein in der ersten Liga.

## Stadion
Der Verein trägt seine Heimspiele im Stade Anani Chardey in Aného aus. Das Stadion hat ein Fassungsvermögen von 5000 Personen.